# Kożuchów
Kożuchów (německy Freystadt in Schlesien) je město v Lubušském vojvodství v Polsku. Je sídlem městslo-vesnické gminy Kożuchów v okrese Nowa Sól. V roce 2021 zde žilo 9 231 obyvatel.

## Historie

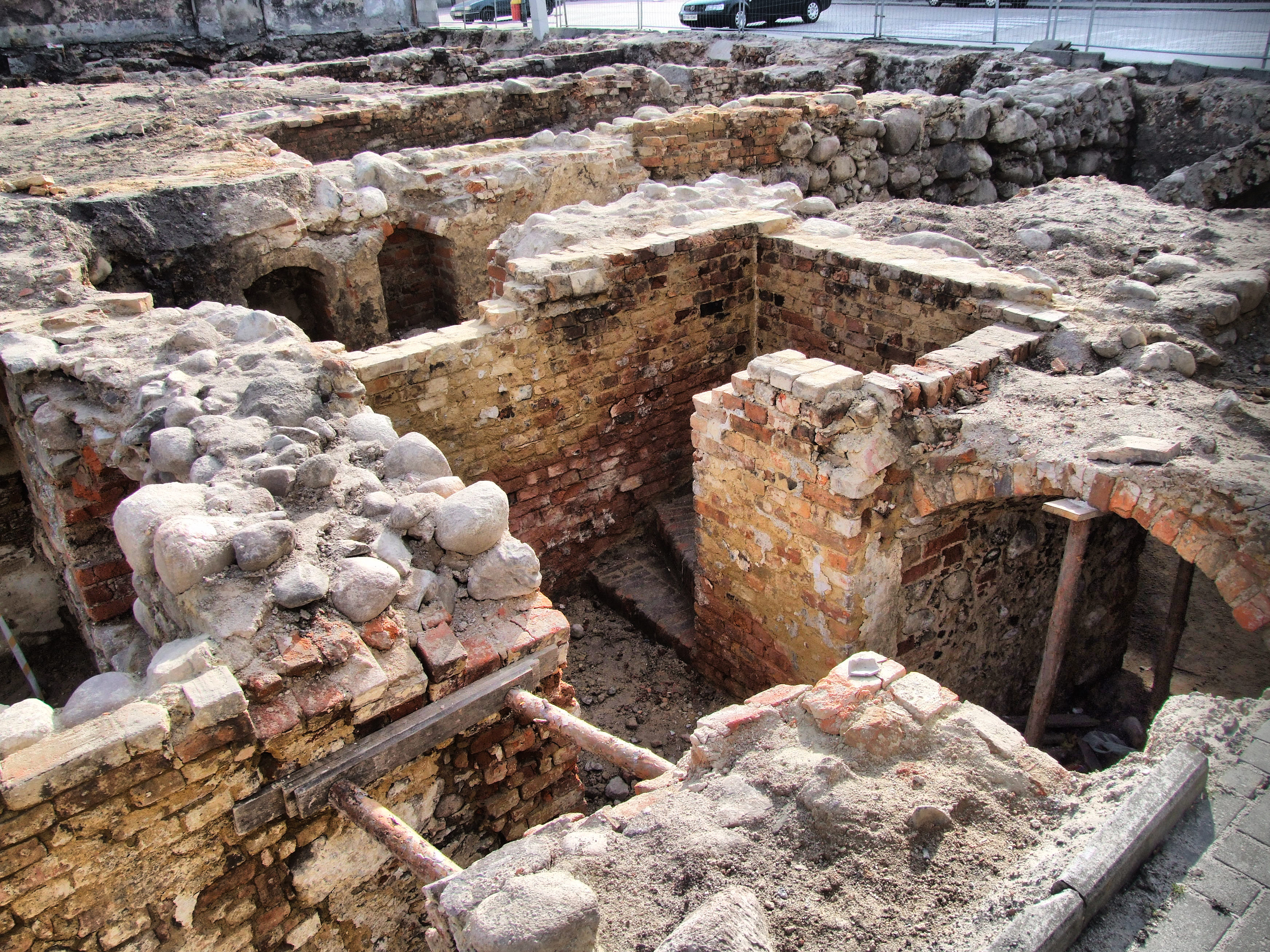
Středověké sklepy domů na Starém rynku

První písemná zmínka o obci je z roku 1125. V roce 1273 se zmiňuje Cosuchow jako opevněné sídlo s hradem, který založila knížata hlohovsko-zaháňské větve Piastovců. Roku 1291 byl Koźuchów vysazen na město s pravidelným půdorysem kolem čtvercového rynku, kostel Panny Marie byl založen ve 12.-1. polovině 13. století, a proto zůstal mimo náměstí. 
Roku 1793 bylo město s německým názvem Freystadt přičleněno k Prusku. 
Zástavba historického jádra města přečkala poměrně dobře druhou světovou válku.
Roku 2009 odkryl plošný archeologický výzkum na Starém rynku soustavu zděných středověkých domů s klenutými sklepy.

## Památky

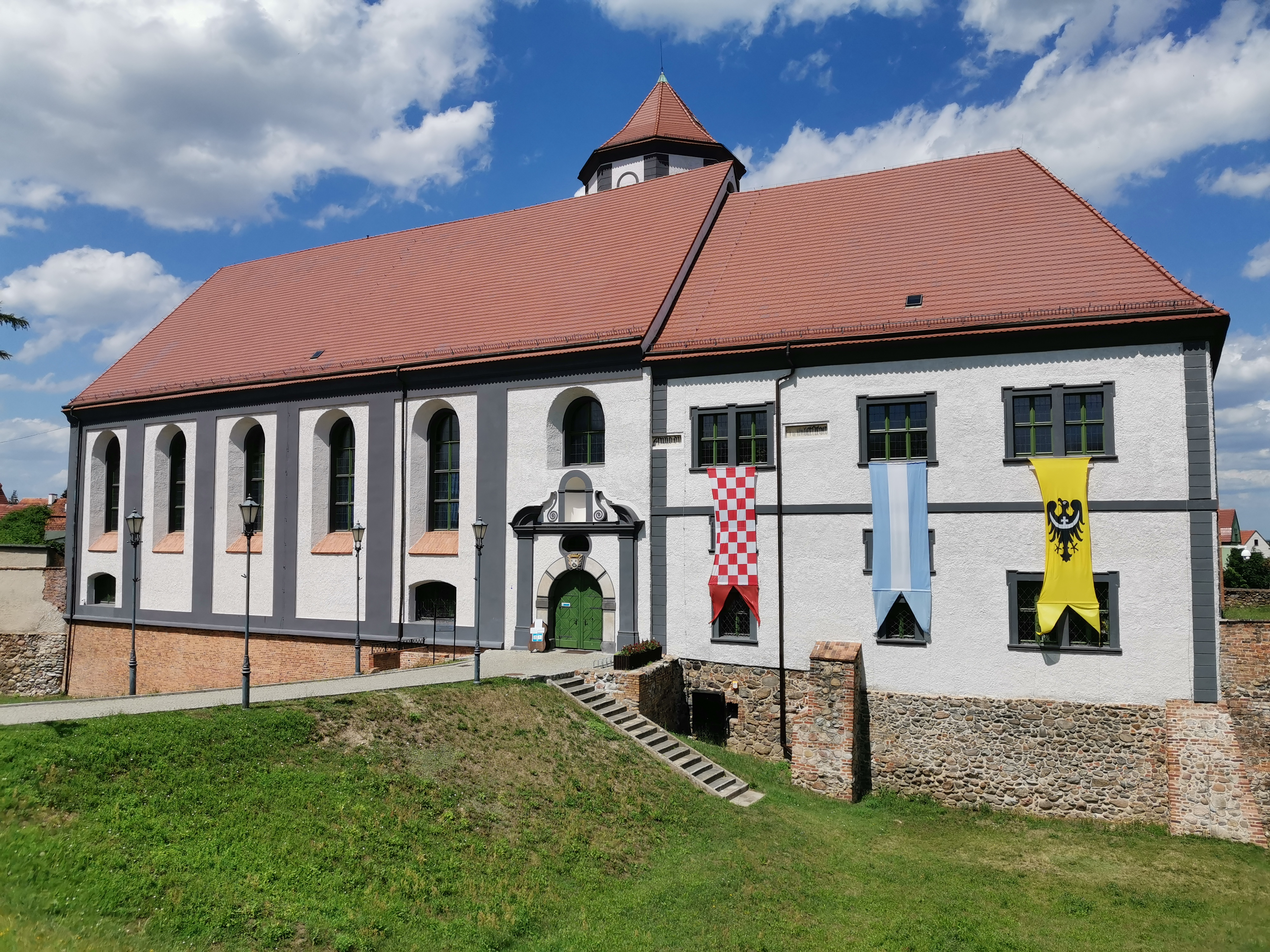
Piastovský hrad

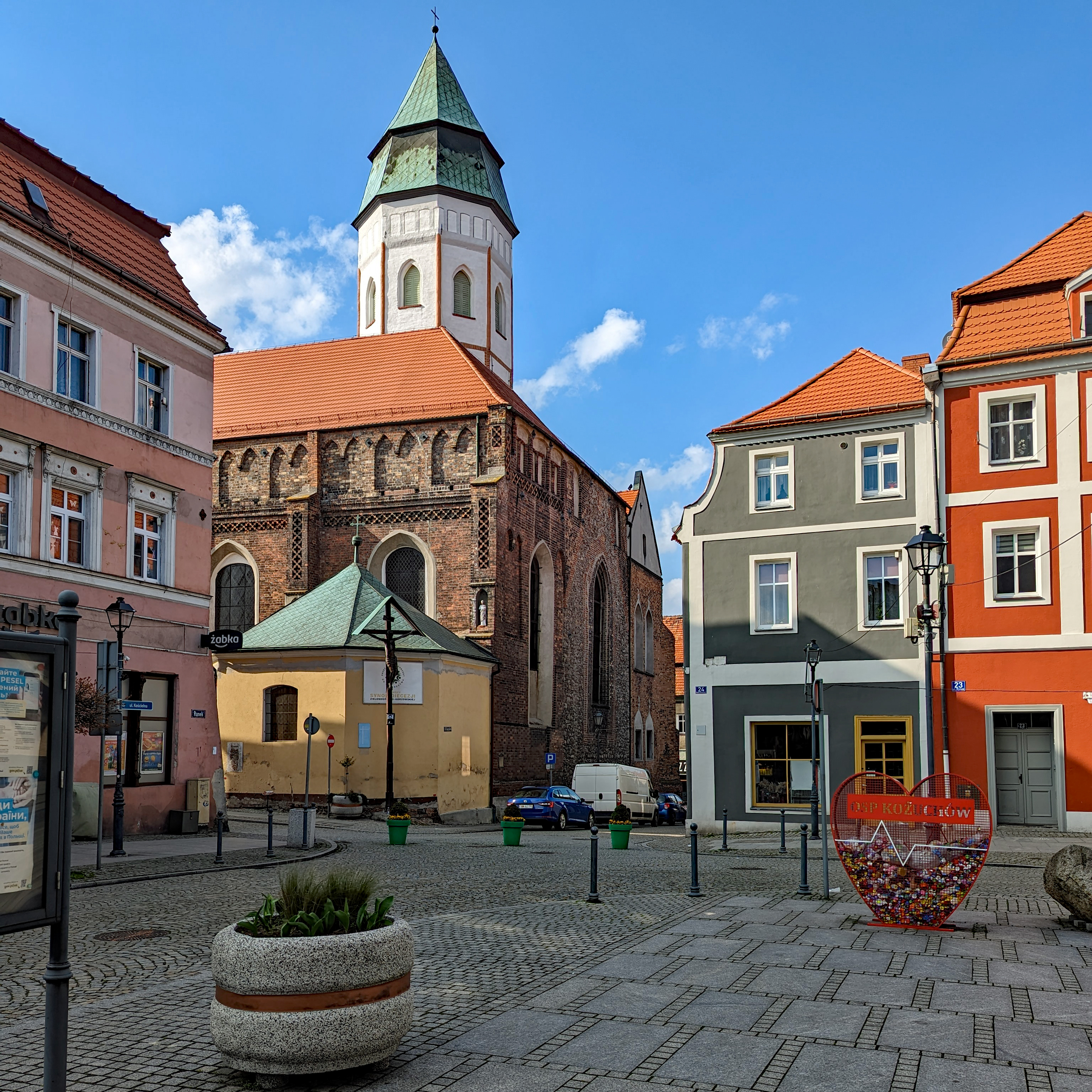
Kostel Panny Marie při pohledu ze Starého rynku

- Hrad postavený ve 13. století knížaty z hlohovsko-zaháňské větve Piastovců, od 14. do počátku 16. století patřil královské rodiněJagellonců, roku 1685 byl přestavěný na klášter karmelitánů.
- Kostel Neposkvrněného početí Panny Marie - významná gotická cihlová stavba s osmibokou věží; založen v polovině 13. století, ve 14. a 15. století přestavěn na trojlodní baziliku a postupně kaplemi rozšířen na pětilodí. Vnitřní vybavení je barokní, dochovalo se několik renesančních i barokních náhrobků a epitafů.
- zbytek městské hradební zdi s bastionem
- špitální kostel sv. Ducha se špitálem - gotické cihlové stavby
- radnice s osmibokou pozdně gotickou věží
- evangelický hřbitov - 14 kaplových hrobek, lapidárium s náhrobky od renesance do 19. století; ohrazený kamennou zdí s bránou (přístupný v otvíracích hodinách)
- věž městské vodárny z roku 1908

## Partnerská města
- Schwepnitz, Sasko, Německo
- Castelmola, Sicílie, Itálie